# Saint-Sornin (Charente)
Saint-Sornin é uma comuna francesa na região administrativa da Nova Aquitânia, no departamento de Charente. Estende-se por uma área de 11,27 km². Em 2010 a comuna tinha 810 habitantes (densidade: 71,9 hab./km²).